# Centro Administrativo La Alpujarra

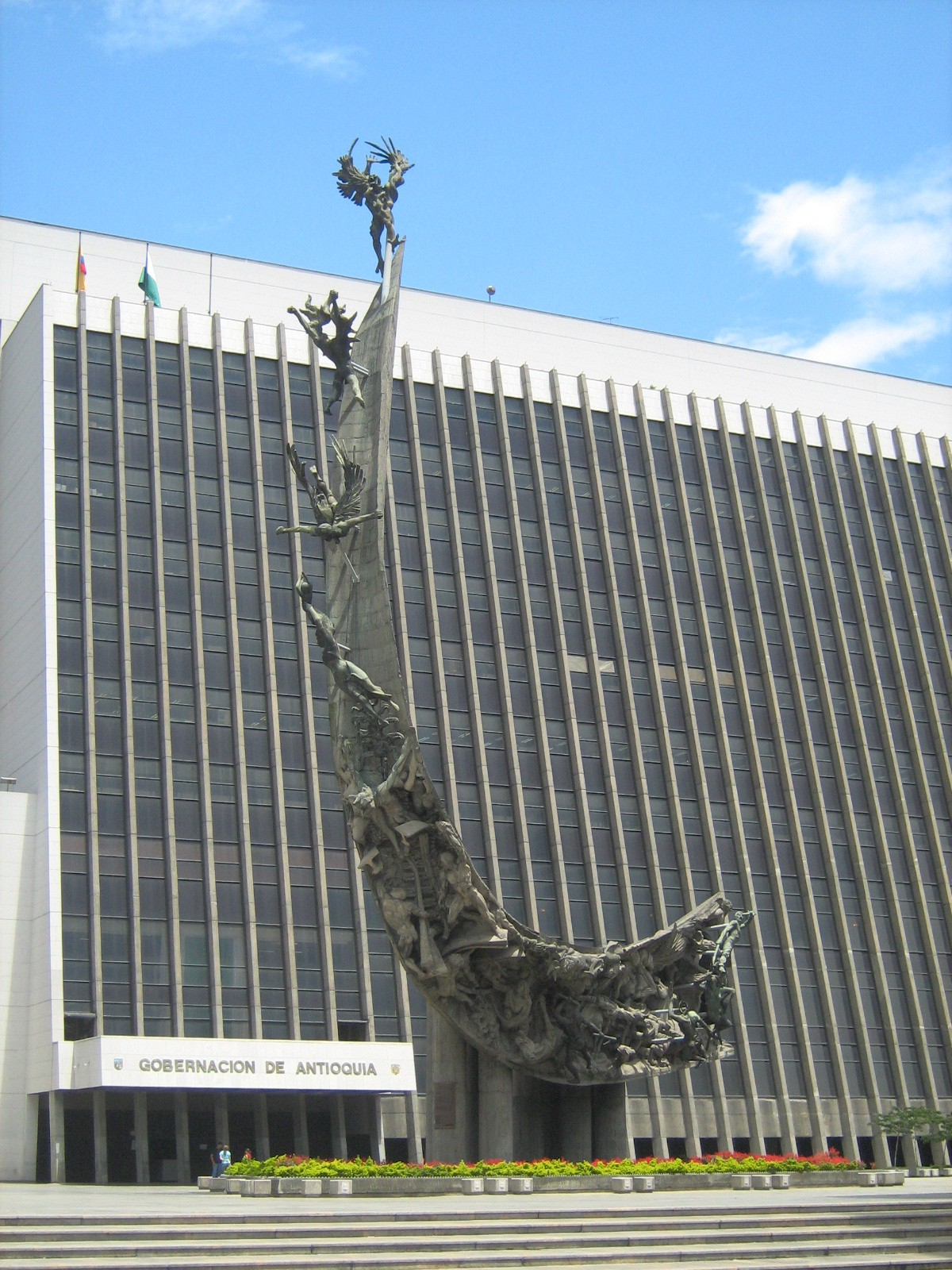
El Monumento a la raza de Rodrigo Arenas Betancur en el Centro Administrativo La Alpujarra; al fondo, el edificio de la Gobernación de Antioquia.

El Centro Administrativo La Alpujarra, oficialmente Centro Administrativo José María Córdova, es un conjunto urbanístico de edificaciones sede de los gobiernos departamental de Antioquia y municipal de Medellín. Allí, se asientan en una gran plaza coronada por la obra «Monumento a la Raza» del escultor Rodrigo Arenas Betancur, la Gobernación del Departamento de Antioquia y la Asamblea Departamental, al igual que la Alcaldía y el Concejo de Medellín.
En la misma área, se ubican el edificio de las Empresas Departamentales de Antioquia, la Administración de Impuestos Nacionales, el Palacio Nacional —Palacio de Justicia—, la sede de Teleantioquia, el canal regional de televisión, y la antigua sede del Ferrocarril de Antioquia, completamente restaurada.
A partir de 2010, se suma a este complejo la Plaza de La Libertad, un conjunto de instalaciones hoteleras y administrativas que añade vida a este imprescindible sector.
La Alpujarra está situada sobre el cruce de la Avenida San Juan con la carrera Carabobo, y queda cerca del Edificio Inteligente de las Empresas Públicas de Medellín —EPM—. El centro administrativo antes era llamado «La Estación del Ferrocarril».

## Transporte público
El Centro Administrativo posee un buen sistema de transporte, pues en sus inmediaciones se encuentran tanto la estación Alpujarra del metro como la estación Plaza Mayor de la línea 1 del Metroplús, además de numerosas rutas de buses que pasan por la Avenida San Juan y que se dirigen hacia otras zonas de la ciudad.